# Pachylioides
Pachylioides este un gen de molii din familia Sphingidae. 

## Specii
- Pachylioides resumens - (Walker 1856)